# Aphelocephala
Aphelocephala – rodzaj ptaków z podrodziny buszówek (Acanthizinae) w obrębie rodziny buszówkowatych (Acanthizidae).

## Zasięg występowania
Rodzaj obejmuje gatunki występujące w Australii.

## Morfologia
Długość ciała 9–12,5 cm; masa ciała 9–12,5 g.

## Systematyka
Rodzaj zdefiniował w 1841 roku angielski zoolog John Gould na łamach „Proceedings of the Zoological Society of London”, jednak nadana przez niego nazwa Xerophila okazała się młodszym homonimem rodzaju mięczaków, który opisał w 1837 roku niemiecki malakolog Friedrich Held, dlatego w 1899 roku amerykański ornitolog Harry Church Oberholser nadał rodzajowi ptaków nową nazwę – Aphelocephala. Gatunkiem typowym jest białoczółka szarogrzbieta (Aphelocephala leucopsis).

### Etymologia
- Xerophila (Xerofila): gr. ξηρος xēros „surowy, suchy ląd”; φιλος philos „miłośnik”[6].
- Aphelocephala: gr. αφελης aphelēs „gładki, prosty”, od negatywnego przedrostka α- a-; φελλευς phelleus „kamienista ziemia”; κεφαλη kephalē „głowa”[7].

### Podział systematyczny
Do rodzaju należą następujące gatunki:
- Aphelocephala leucopsis (Gould, 1841) – białoczółka szarogrzbieta
- Aphelocephala pectoralis (Gould, 1871) – białoczółka szarogłowa
- Aphelocephala nigricincta (North, 1895) – białoczółka obrożna